# Чонгарский бульвар
Чонга́рский бульва́р — улица Москвы в Нагорном районе Южного административного округа и районе Зюзино Юго-Западного административного округа. Проходит от Варшавского шоссе до Севастопольской площади.

## Название
Назван 29 апреля 1965 года по Чонгарскому полуострову, в связи с расположением на юге Москвы среди улиц, носящих названия по географическим объектам юга Украины. На полуострове во время Гражданской войны в ноябре 1920 года началась Перекопско-Чонгарская операция Красной Армии. Итогом операции стал прорыв Красной армии, с боями форсировавшей залив Сиваш и вышедшей на северное побережье Крыма и, как следствие, эвакуация сил белогвардейцев за рубеж и установление в Крыму советской власти. В состав бульвара включена 7-я линия Варшавского шоссе.

## Описание
Бульвар начинается у Варшавского шоссе и проходит на запад параллельно Болотниковской улице и Черноморскому бульвару. Слева в районе площади Академика Вишневского примыкают Артековская и Ялтинская улицы. Пересекает Симферопольский бульвар. Улица заканчивается у Севастопольской площади, где к ней примыкают Азовская, Большая и Малая Юшуньские улицы. Перед площадью бульвар сужается и переходит в улицу Каховка.

## История
Бульвар образован при застройке в 1962—1965 годах района Волхонка-ЗИЛ.
В конце 2000-х бульвар был благоустроен: установлены новые скамейки, беседки, разбиты цветники, организовано видеонаблюдение.

## Примечательные здания и сооружения
По нечётной стороне:
- № 3 — магазин М.Видео
- № 5 корп. 2 — клиника «Медси»
- № 7 — бывший кинотеатр «Ангара» (1965), ныне районный центр «Ангара» (2019)[1]
- № 13 — Школа № 1862, подразделение № 7
- № 17 — Школа № 2016
- № 19 — ресторан «Вкусно — и точка»; универсам «Магнит»; зоомагазин «Четыре лапы»; пиццерия «Додо Пицца»
- № 25 стр. 1 — Московский колледж градостроительства и сервиса, отделение «Чонгарское»

По чётной стороне:

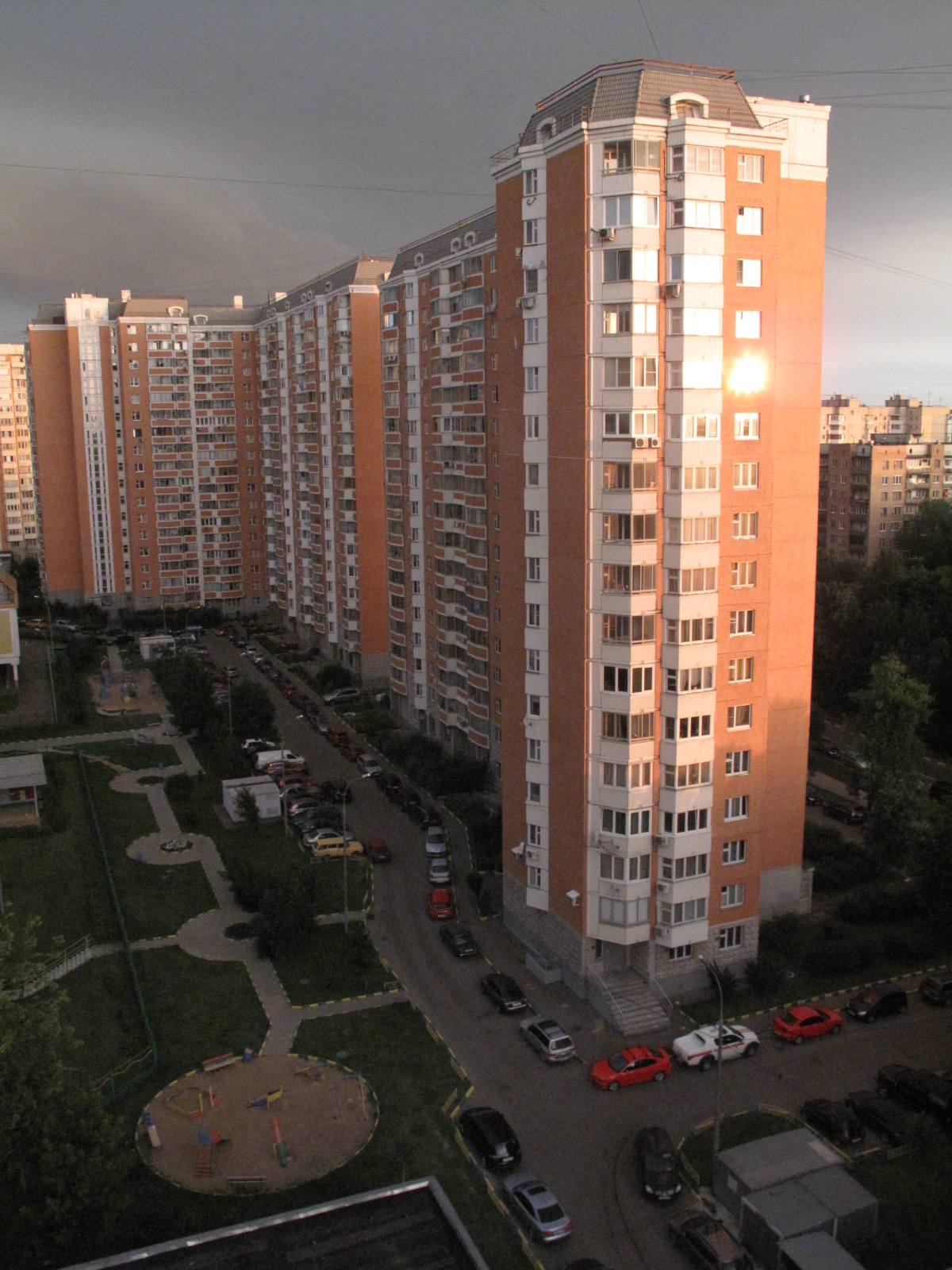
Дома 11 и 15 (вид со двора)

- № 8 корп. 2 — школа № 1450 «Олимп», дошкольное подразделение
- № 10 корп. 2 — библиотека ЮАО № 165 им. Ф. И. Тютчева
- № 12 — школа № 1450 «Олимп», подразделение № 2
- № 16 корп. 1 — универсам «Перекрёсток»
- № 24 — универсам «Дикси»

## Транспорт
В 1973—2020 годах по всему бульвару действовала троллейбусная линия с конечной станцией.

### Метро
- «Варшавская» (западный выход, расположен в восточном конце бульвара у Варшавского шоссе).
- «Каховская» (восточный выход, расположен в западном конце бульвара у Азовской улицы).
- «Севастопольская» (выход на Азовскую улицу расположен недалеко от западного конца бульвара).

### Автобус
- с163 (от Варшавского шоссе до Симферопольского бульвара)
- с918 (пересекает западный конец Чонгарского бульвара)
- с977 (от Симферопольского бульвара до Азовской улицы)
- т60 (по всей длине бульвара)
- т72 (по всей длине бульвара)
- 968 (пересекает западный конец Чонгарского бульвара)